# Katov, Brno-venkov
Katov là một làng thuộc huyện Brno-venkov, vùng Jihomoravský, Cộng hòa Séc.